# 浜村凡平太
浜村凡平太（はまむら ぼんぺいた、1984年2月1日 - ）は日本のお笑いタレント。本名、濱村 孝政（はまむら たかまさ）。
かつてはマセキ芸能社に所属し、浜口祐次とともに「浜口浜村」というコンビで活動していたが2015年末に解散。その後は浜村凡平としてピン芸人で活動。2021年6月、浜村凡平太に改名した。

## 来歴
小学3年生の頃から漠然とお笑いの世界を目指す。高等学校中退後、小中学校時代の同級生である浜口祐次を誘い二人で名古屋NSCに15期生として入学。だが、投票制のバトルライブで昇格できなかったため4年間NSC生と同じ扱いだったという。
2003年、名古屋吉本で浜口祐次と浜口浜村を結成し、2008年8月に名古屋吉本を退社。東京進出し翌年1月にマセキユースに所属。2014年1月にマセキ芸能社所属となる。
2015年12月14日、マセキ芸能社主催のライブ『ライラックブルー』において浜口浜村の解散を発表した。
2016年より浜村凡平に改名しピン芸人としての活動を開始。2020年のR-1ぐらんぷりで決勝に残れなかったら事務所を退社すると担当マネージャーに宣言し、結局準々決勝敗退に終わったことで、同年2月17日をもって退社。以降はフリーで芸人活動を続けている。
2021年のR‐1グランプリから出場資格は「プロとして10年目まで」という芸歴制限が設けられたが、「アマチュアはRｰ1への出場が今回で10回目以内であること」という規定があったため、2020年12月17日プロを一旦引退してアマチュア芸人になる事を宣言し、アマチュアとしてエントリーして出場 。1回戦を突破し2回戦を目前にして、事務局からアマチュアとは認められないという旨の連絡が来て失格となる。この事件に関してはエル・カブキが「経歴詐称でR-1追加不合格」と経緯を述べている。
M-1グランプリ2021では三日月マンハッタンとのユニットトリオ「三日月ヶ浜」として出場し、準々決勝進出。このときの漫才は浜口浜村時代のネタにアレンジを加えたものである。

## 人物
愛知県名古屋市出身。身長166cm、体重48kg。血液型はO型。
趣味は読書。特技は物を長く使うこと（Tシャツを20年等）、ゲーム『ダービースタリオン96』の配合を考えること。

## 出演

### テレビ
- IPPANグランプリ（2014年11月5日）
- 勇者ああああ（2017年6月23日）[6]
- ナイツのHIT商品会議室（2018年7月6日 - 8月17日）

### 単独ライブ
- 浜村凡平単独ライブ「白寿」（2018年8月22日、東京・新宿バティオス）[7]
- 浜村凡平単独ライブ「お七夜」（2021年6月4日、東京・座・高円寺2）
- 浜村凡平太単独ライブ「大還暦」（2022年1月14日、東京・座・高円寺2）